# Vila (Melgaço)
A Freguesia de Vila é uma antiga freguesia portuguesa do Município de Melgaço, a qual tinha 1,76 km² de área e 1 560 habitantes (2011), e, por isso, a sua densidade populacional era 886,4 h/km².
A Freguesia de Vila foi extinta (agregada) pela reorganização administrativa de 2012/2013, tendo o seu território sido agregado ao da Freguesia de Roussas para criar a União de Freguesias de Vila e Roussas.

## População
| População da freguesia de Vila | População da freguesia de Vila | População da freguesia de Vila | População da freguesia de Vila | População da freguesia de Vila | População da freguesia de Vila | População da freguesia de Vila | População da freguesia de Vila | População da freguesia de Vila | População da freguesia de Vila | População da freguesia de Vila | População da freguesia de Vila | População da freguesia de Vila | População da freguesia de Vila | População da freguesia de Vila |
| ------------------------------ | ------------------------------ | ------------------------------ | ------------------------------ | ------------------------------ | ------------------------------ | ------------------------------ | ------------------------------ | ------------------------------ | ------------------------------ | ------------------------------ | ------------------------------ | ------------------------------ | ------------------------------ | ------------------------------ |
| 1864                           | 1878                           | 1890                           | 1900                           | 1911                           | 1920                           | 1930                           | 1940                           | 1950                           | 1960                           | 1970                           | 1981                           | 1991                           | 2001                           | 2011                           |
| 891                            | 1 000                          | 1 086                          | 1 119                          | 1 260                          | 1 096                          | 1 340                          | 1 409                          | 1 470                          | 1 369                          | 1 162                          | 1 414                          | 1 318                          | 1 274                          | 1 560                          |

| Distribuição da População por Grupos Etários | Distribuição da População por Grupos Etários | Distribuição da População por Grupos Etários | Distribuição da População por Grupos Etários | Distribuição da População por Grupos Etários | Distribuição da População por Grupos Etários | Distribuição da População por Grupos Etários | Distribuição da População por Grupos Etários | Distribuição da População por Grupos Etários | Distribuição da População por Grupos Etários |
| -------------------------------------------- | -------------------------------------------- | -------------------------------------------- | -------------------------------------------- | -------------------------------------------- | -------------------------------------------- | -------------------------------------------- | -------------------------------------------- | -------------------------------------------- | -------------------------------------------- |
| Ano                                          | 0-14 Anos                                    | 15-24 Anos                                   | 25-64 Anos                                   | > 65 Anos                                    |                                              | 0-14 Anos                                    | 15-24 Anos                                   | 25-64 Anos                                   | > 65 Anos                                    |
| 2001                                         | 185                                          | 165                                          | 691                                          | 233                                          |                                              | 14,5%                                        | 13,0%                                        | 54,2%                                        | 18,3%                                        |
| 2011                                         | 230                                          | 203                                          | 777                                          | 350                                          |                                              | 14,7%                                        | 13,0%                                        | 49,8%                                        | 22,4%                                        |

## Património e Principais Pontos de Interesse

### Fortificações
- Castelo de Melgaço
- Muralha de Melgaço
- Torre de Menagem

### Edifícios Religiosos
- Capela de Nossa Senhora da Orada
- Capela de Santo Cristo de Carvalho Lobo e cruzeiro
- Capela de São Julião
- Cruzeiro de São Julião
- Igreja da Misericórdia
- Igreja Matriz

### Museus
- Museu do Cinema de Melgaço
- Espaço Memória e Fronteira
- Núcleo Museológico da Torre de Menagem
- Ruínas Arqueológicas da Praça da República

### Outros
- Casa da Quinta da Calçada
- Centro Histórico da Vila
- Fonte de São João
- Fonte da Vila
- Parque Urbano do Rio do Porto
- Solar do Alvarinho
- Solar de Galvão